# Dave Spitz
Dave „The Beast“ Spitz (* 22. února 1958 New York) je americký baskytarista.
Hrál v kapele Black Sabbath na baskytaru v letech 1985 až 1987 a nahrál s nimi album Seventh Star (1986). I když je jeho jméno uvedeno také na albu The Eternal Idol (1987), ve skutečnosti na něm nehrál. V průběhu natáčení ho kvůli nevhodnému chování vyhodil producent Jeff Glixman.
Spitz hrál rovněž v kapele Lita Ford, dále ve skupinách Americade, White Lion, Impellitteri, Slamnation, Insomnia, Nuclear Assault, Great White a v kapele Billa Warda. V současnosti je členem projektu McBrain Damage bubeníka Iron Maiden, Nicko McBraina.
Jeho bratr Dan Spitz je také hudebník, nyní již bývalý kytarista thrash metalových Anthrax. Kromě hudby se v Jižní Floridě věnuje i advokacii.
Studoval na State University of New York v Geneseo a hrál v řadě tamějších kapel, včetně Buzzoleo (spolu s 'Buzzem' z nahrávací společnosti Buzzo Music).